# Ostrichgitaar
Ostrichgitaar is een alternatieve gitaarstemming waarbij alle gitaarsnaren in dezelfde noot (meestal D, maar Ais en B worden ook genoemd) gestemd zijn.
De term werd door Velvet Undergrounds Lou Reed vernoemd naar de pre-Velvet Underground song The Ostrich van Lou Reed and The Primitives, waarop deze stemming voor het eerst gebruikt werd. Reed paste de stemming later toe op het in 1967 uitgebrachte album The Velvet Underground & Nico bij de nummers Venus in furs en All tomorrow's parties.
1d ----- * omlaag naar d (van e naar d)
2d ----- * omhoog naar d (van B naar d)
3D ----- * omlaag naar D (van G naar D)
4D ----- * gelijk
5D ----- * omhoog naar D (van A naar D)
6D ----- * omlaag naar D (van E naar D)
Volgens een interview met drummer Maureen Tucker in What Goes On? No.4, was Reeds ostrichgitaar een gitaar waarvan de frets verwijderd waren, en werd het instrument kort na de opnames van het album gestolen.
Ook Glenn Branca en Sonic Youth maakten bij een aantal van hun composities gebruik van een 6-snarige stemming in een noot.